# Chileens constitutioneel referendum 1925
Het Chileens constitutioneel referendum van 1925 vond op 30 augustus van dat jaar plaats.
De kiesgerechtigden moesten hun keuze maken tussen twee concept-grondwetten. Het ene concept was opgesteld door een presidentiële commissie en kon de goedkeuring van president Arturo Alessandri wegdragen, terwijl het andere concept was opgesteld door het Nationaal Congres van Chili (parlement) en vooral werd gesteund door conservatieve partijen. Het grootste verschil tussen de twee concept-grondwetten was dat de eerste voorzag in een presidentieel systeem, terwijl de tweede juist de invloed van de president beperkt wilde houden.

## Uitslag
Kiezers moesten hun stem uitbrengen met gekleurde biljetten:
- een blauw biljet betekende steun voor de concept-grondwet van de presidentiële commissie;
- een rood biljet betekende steun voor de concept-grondwet van het Nationaal Congres;
- een wit biljet betekende een blanco stem.

De overgrote meerderheid van de kiesgerechtigden stemde voor de concept-grondwet van de presidentiële commissie.
| Chileens referendum van 1980             | Chileens referendum van 1980 | Chileens referendum van 1980 |
| Uitslag                                  | Uitslag                      | Uitslag                      |
|                                          | stemmen                      | percentage                   |
| ---------------------------------------- | ---------------------------- | ---------------------------- |
| Concept-grondwet presidentiële commissie | 127.483                      | 94,84%                       |
| Concept-grondwet parlementaire commissie | 5.448                        | 4,05%                        |
| Blanco                                   | 1.490                        | 1,11%                        |
| Totaal                                   | 134.421                      | 100%                         |
| Geregistreerde stemmers/ opkomst         | 296.259                      | 45,37%                       |

## Nasleep

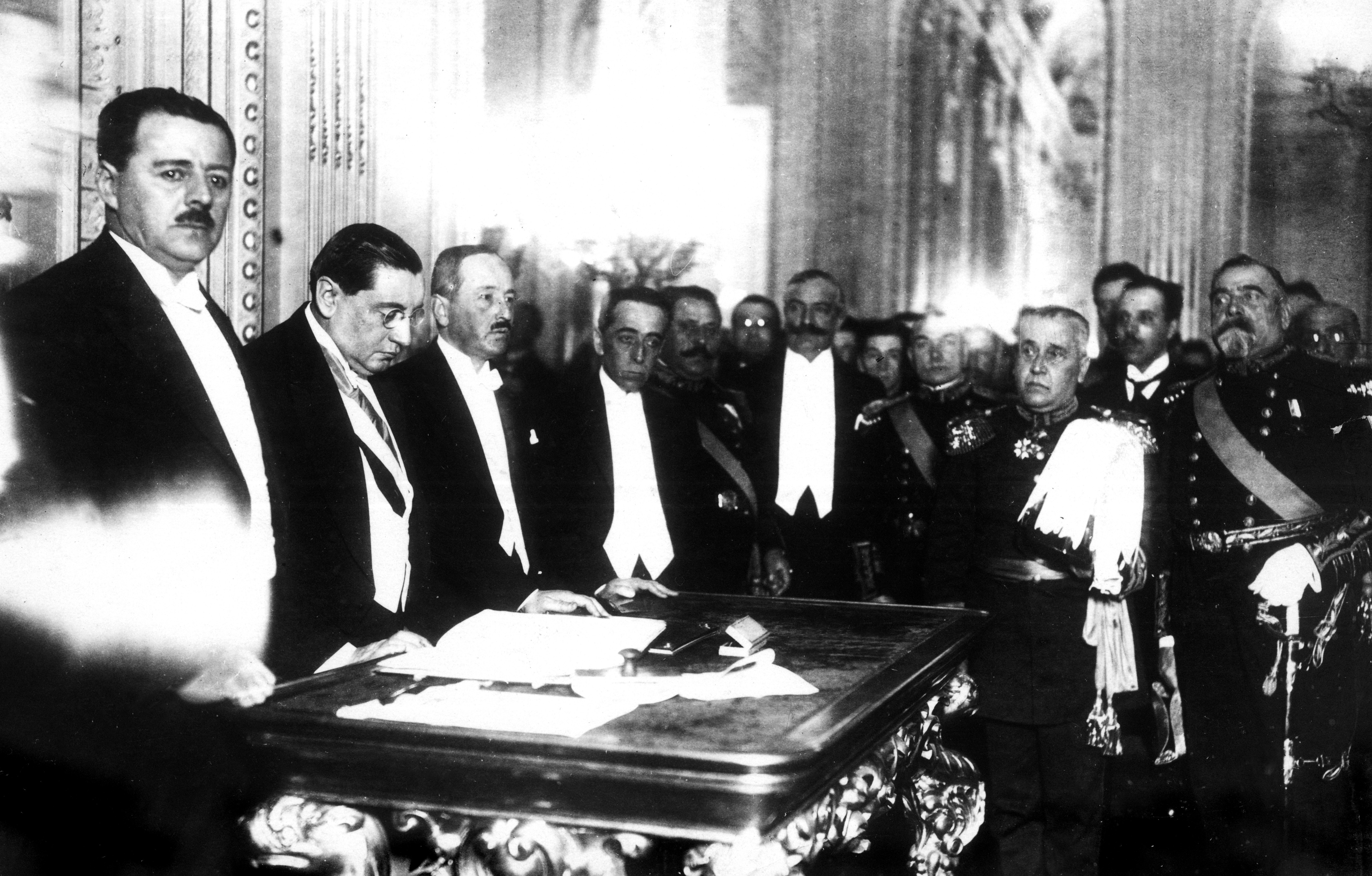
De ondertekening van de nieuwe grondwet door president Arturo Alessandri op 18 september 1925 in aanwezigheid van hoogwaardigheidsbekleders op het Palacio de La Moneda

De nieuwe grondwet werd op 18 september 1925 door president Alessandri getekend en trad een maand later in werking.